# Melgaço (Brasile)
Melgaço è un comune del Brasile nello Stato del Pará, parte della mesoregione di Marajó e della microregione di Portel.